# Whistler Olympic Park
Whistler Olympic Park (magyarul ~Whistler Olimpiai Központ) egy téli sportok számára felépített brit columbiai központ mintegy 100 kilométernyire Vancouvertől, a Callaghan-völgy középső szakaszán. Ezen a területen rendezték a 2010-es téli olimpiai játékok, illetve az azt követő Téli Paralimpiai Játékok több versenyszámát.

## Elhelyezkedés
A Whistler Olimpiai Központ kifejezetten kedvező adottságokkal bír a téli sportok számára. A létesítmények a tengerszint fölötti 840 és 930 méteres magasságban fekszenek. Minden évben jelentős mennyiségű hó hullik a téli időszakban, februárra átlagosan 190 centiméternyi vastagságú hótakaró halmozódik fel a völgyben. A hó megléte annyira biztos, hogy az olimpiai játékok szervezői a sípályák mellé nem is telepítettek hóágyúkat. A Callaghan-völgyet fenyvesek borítják, környezetében 1900-2200 méter magasságba nyúló hegycsúcsok találhatóak. Hogy az sportversenyekhez közvetlenül nem kapcsolódó létesítmények ne terheljék meg még jobban a környezetet, ezért a sportolók elszállásolását biztosító Whistler Olimpiai Falut 15 kilométerrel távolabb, a völgy alsó szakaszán építették fel.

## Az olimpiai és paralimpiai létesítmények
A téli sportlétesítményeket a 2010-es téli olimpiai játékokra építette Kanada és Brit-Columbia kormánya. Az építkezés költsége 119,7 millió amerikai dollár volt. Az olimpiai központ helyén korábban egy bányatelep működött, ennek rekultivált területén építették fel a sportközpontot. Tervezésekor kiemelt figyelmet fordítottak a környező erdő megőrzésére, az idősebb erdőterületeket az sípályák elkerülik. A központ kialakításához a vidéket lakó Squamish és Lil’wat indián népek vállalkozóinak szolgáltatásait vették igénybe. Az indián törzsek által működtetett vállalkozások végezték a terep előkészítését, a speciális ismereteket nem igénylő épületek felhúzását és a környékbeli sétautak kiépítését. Az épületeket 2006-ban kezdték építeni, a központ 2008. november 22-én nyílt meg. Az első itt megrendezett nemzetközi esemény a 2009. január 22. és 25. között megrendezett Síugró Világkupa volt. 
A Whistler Olimpiai Központban összesen 4 olimpiai sportág 28 versenyszámát bonyolítják majd. 
- A sífutó versenyek számára összesen 10 kilométernyi versenypálya épült, amely két 5000 méter hosszú körre tagolható. A versenyek végpontjánál 150 méter hosszúságú lelátók épültek. A versenypályához egy 570 m²-es technikai épület is tartozik. Sífutásban 12 versenyszámot rendeznek majd a két pályán.
- A sílövészet versenyszámaihoz 4 kilométernyi, lőterekkel tagolt versenypálya tartozik. A befutók a Biatlon Stadion 150 méter hosszú lelátói előtt lesznek, amelyhez egy 570 m²-es kiszolgáló épület tartozik. A pálya végén elhelyezkedő stadionban 10 bajnoki aranyérmet adnak majd át.
- A síugrás három versenyének megrendezéséhez két új sáncot építettek a sífutás stadionjainak közelében. A sáncok és az alattuk elhelyezkedő „landoló domb” különleges kiképzésű. A földfelszín követi a síugrók számított röppályáját, így a sportolók mindössze 2-3 méter magasan a földfelszín fölött repülnek. A normálsáncról végrehajtható akár 106 méteres, a nagysáncról akár 140 méteres ugrás. A sánctető a földet érési zóna közötti legnagyobb szintbeli különbség 100 méter.
- Az északi összetett versenyeit is a Whistler Olimpiai Központban rendezik meg. Az összetett 3 versenyszámának lebonyolításához a sáncokat illetve a biatlonpályát veszik igénybe.